# Фазовый переход
Фа́зовый перехо́д (фазовое превращение) в термодинамике — переход вещества из одной термодинамической фазы в другую при изменении внешних условий. С точки зрения движения системы по фазовой диаграмме при изменении её интенсивных параметров (температуры, давления и т. п.), фазовый переход происходит, когда система пересекает линию, разделяющую две фазы. Поскольку разные термодинамические фазы описываются различными уравнениями состояния, всегда можно найти величину, которая скачкообразно меняется при фазовом переходе.
Поскольку разделение на термодинамические фазы — более мелкая классификация состояний, чем разделение по агрегатным состояниям вещества, то далеко не каждый фазовый переход сопровождается сменой агрегатного состояния. Но любая смена агрегатного состояния есть фазовый переход.
Наиболее часто рассматриваются фазовые переходы при изменении температуры, но при постоянном давлении (как правило равном 1 атмосфере). Именно поэтому часто употребляют термины «точка» (а не линия) фазового перехода, температура плавления и т. д. Фазовый переход может происходить и при изменении давления, и при постоянных температуре и давлении, но и при изменении концентрации компонентов (например, появление кристалликов соли в растворе, который достиг насыщения).

## Классификация фазовых переходов

Фазовые переходы первого рода на фазовой диаграмме

При фазовом переходе первого рода скачкообразно изменяются самые главные, первичные параметры: удельный объём, количество запасённой внутренней энергии, концентрация компонентов и т. п.
Имеется в виду скачкообразное изменение этих величин при изменении температуры, давления и т. п., а не скачкообразное изменение во времени (насчёт последнего см. ниже раздел Динамика фазовых переходов).
Наиболее распространённые примеры фазовых переходов первого рода:
- плавление и кристаллизация
- испарение и конденсация
- сублимация и десублимация

При фазовом переходе второго рода плотность и внутренняя энергия не меняются, так что невооружённым глазом такой фазовый переход может быть незаметен. Скачок же испытывают их производные по температуре и давлению: теплоёмкость, коэффициент теплового расширения, различные восприимчивости и т. д.
Фазовые переходы второго рода происходят в тех случаях, когда меняется симметрия строения вещества (симметрия может полностью исчезнуть или понизиться). Описание фазового перехода второго рода как следствие изменения симметрии даётся теорией Ландау. В настоящее время принято говорить не об изменении симметрии, но о появлении в точке перехода параметра порядка. Величина параметра порядка определяется таким образом, чтобы её значение в несимметричной фазе было отлично от нуля, и равнялось нулю в симметричной фазе. Другими словами, симметрия тела повышается, когда строго выполнено равенство {\displaystyle \eta =0}. Если же есть сколь угодно малое отклонение параметра порядка от нуля, то это свидетельствует о понижении симметрии. В случае непрерывного стремления {\displaystyle \eta } к нулю, речь идёт о фазовых переходах II рода. Непрерывное изменение состояния в точке фазового перехода второго рода влечёт за собой непрерывное изменение термодинамических функций в этой же точке.
Наиболее распространённые примеры фазовых переходов второго рода:
- прохождение системы через критическую точку
- переход парамагнетик-ферромагнетик или парамагнетик-антиферромагнетик (параметр порядка — намагниченность)
- переход металлов и сплавов в состояние сверхпроводимости (параметр порядка — плотность сверхпроводящего конденсата)
- переход жидкого гелия в сверхтекучее состояние (параметр порядка — плотность сверхтекучей компоненты)
- переход аморфных материалов в стеклообразное состояние

Существование фазовых переходов более чем второго порядка до сих пор экспериментально не подтверждено. Теоретический анализ не даёт оснований считать фазовые переходы высших порядков принципиально невозможными (бозе-конденсация для газа свободных бозонов представляет собой пример фазового перехода третьего рода в виртуальной термодинамической системе), но уже для фазового перехода третьего рода условия равновесия налагают столь сильные ограничения на свойства вещества, что такие переходы представляются если и осуществимыми в принципе, то крайне редко реализуемыми.
В последнее время широкое распространение получило понятие квантовый фазовый переход, то есть фазовый переход, управляемый не классическими тепловыми флуктуациями, а квантовыми, которые существуют даже при абсолютном нуле температур, где классический фазовый переход не может реализоваться вследствие теоремы Нернста.

## Динамика фазовых переходов
Как сказано выше, под скачкообразным изменением свойств вещества имеется в виду скачок при изменении температуры и давления. В реальности же, воздействуя на систему, мы изменяем не эти величины, а её объем и её полную внутреннюю энергию. Это изменение всегда происходит с какой-то конечной скоростью, а значит для того, чтобы «покрыть» весь разрыв в плотности или удельной внутренней энергии, нам требуется некоторое конечное время. В течение этого времени фазовый переход происходит не сразу во всём объёме вещества, а постепенно. При этом в случае фазового перехода первого рода выделяется (или забирается) определённое количество энергии, которая называется теплотой фазового перехода. Для того, чтобы фазовый переход не останавливался, требуется непрерывно отводить (или подводить) это тепло, либо компенсировать его совершением работы над системой.
В результате, в течение этого времени точка на фазовой диаграмме, описывающая систему, «замирает» (то есть давление и температура остаются постоянными) до полного завершения процесса.